# Grażyna Borkowska
Grażyna Borkowska (* 11. April 1956 in Stettin) ist eine polnische Literaturhistorikerin und Literaturkritikerin. In ihren wissenschaftlichen Untersuchungen beschäftigt sie sich vorwiegend mit der Literatur polnischer Autorinnen.

## Leben
Borkowska besuchte das Gymnasium in Stettin und legte dort 1975 das Abitur ab. Anschließend studierte sie Polonistik an der Universität Warschau, wo sie 1979 den Magister erwarb. Darauf nahm sie ein postgraduelles Studium am Institut für Literaturforschung der Polnischen Akademie der Wissenschaften auf, die sie 1983 beendete, und wurde dort als wissenschaftliche Assistentin angestellt. Mit der Arbeit Dialog powieściowy i jego konteksty (na podstawie twórczości Elizy Orzeszkowej) promovierte sie 1985 und wurde als wissenschaftliche Mitarbeiterin angestellt. Seit 1991 war sie Redaktionsmitglied der Zeitschrift Res Publica und seit 1994 der Zeitschrift Pamiętnik Literacki. Am Instytut Badań Literackich habilitierte sie 1996 mit der Arbeit Cudzoziemki. Studia o polskiej prozie kobiecej. Anschließend gab sie von 1996 bis 1997 Seminare in Gender Studies an der Universität Warschau und dozierte ab 1997 am Instytut Badań Literackich. Von 2009 bis 2011 war sie Jurymitglied des Nike-Literaturpreises.

## Publikationen
- Dialog powieściowy i jego konteksty. (Na podstawie twórczości Elizy Orzeszkowej), 1988
- Cudzoziemki. Studia o polskiej prozie kobiecej, 1996
- Pozytywiści i inni, 1996
- Maria Dąbrowska i Stanisław Stempowski, 1999
- Gustaw Herling-Grudziński, 2000
- Pisarki polskie od średniowiecza do współczesności. Przewodnik, 2000
- Nierozważna i nieromantyczna. O Halinie Poświatowskiej, 2001